# Sjeničak
Sjeničak je mjesto na Kordunu u sastavu grada Karlovca i Karlovačke županije u Hrvatskoj.

## Opšti podaci
Sjeničak se sastoji od tri sela Gornjeg, Donjeg i Lasinjskog Sjeničaka. Sa površinom od 63 kvadratna kilometra Sjeničak je najveće selo na Kordunu. Centar sela je Križ gdje se nalazi ambulanta, Osnovna škola Sava Mrkalj, Zadružni dom, benzinska stanica, veterinarska stanica i sajmište. U Gornjem Sjeničaku je Spomen dom i područna, četvorogodišnja škola 13. proleterska brigada.

## Istorija
Današnji naziv mjesta potiče od srednjovjekovnog grada Stjeničnjaka, izgrađenog početkom 12. vijeka. Gradom i imanjem su gospodarili grofovi Celjski, Frankopani, Ergevarski, Kanižaji i posljednji Draškovići. Bio je to jedan od najstarijih i najvećih srednjovjekovnih gradova u Hrvatskoj, koji je nakon petovjekovnog postojanja, početkom  17. vijeka napušten i porušen  u Tursko-Austrijskim ratovima. Napušteno područje krajem tog vijeka naseljavaju Srbi u okviru Vojne krajine.

### Sjeničarska buna
Ukidanjem Vojne krajine u drugoj polovini 19. vijeka smanjena su graničarska prava i povlastice a porezi su se neprestano uvećavali. Osnažen je i pokret protiv nasilne mađarizacije. Misleći da su došli da na crkvu izvese mađarsku zastavu seljaci su 21. 9. 1897, „naoružani“ vilama, motikama, sjekirama i pokojim štucem, napali tročlanu komisiju koja je iz Zagreba došla da — razmerava zemljište. Došljaci su za čas bili opkoljeni razjarenom masom i ubijeni.
Nekoliko dana posle žandarmi iz Lasinje i vojnici iz Petrinje pohapsili su više desetina ljudi i žena. Pred Kraljevskim sudbenim stolom u Zagrebu izvedeno je 48 Sjeničaraca optuženih za ubistva, zločin i pobunu. Osuđeno je 19 osoba, a od toga 11 na smrt (3 od tih osuda su bile izvršene). Buna u Sjeničaku je bila posljednja seljačka buna u Hrvatskoj.

### Drugi svetski rat
Posle proglašenja Nezavisne Države Hrvatske 1941. godine ustaše pokreću ofanzive na području Korduna. U dve ofanzive selo Sjeničak je krajem 1941. i početkom 1942. godine potpuno spaljeno i porušeno. Najtragičniji dan je bio 18. april 1942. godine kada su ustaše iznenada u zoru opkolile selo i pohapsile muškarce. U ovoj akciji su pobili ili poklali 64 civila. U Jasenovac su odveli 357 muškaraca gde su 87 ubili. Ostali su internirani u Norvešku i usput, u Austriji i Nemačkoj, ubijeno devet, a u Norveškoj je umrlo i ubijeno 219 civila. Samo 42 su se uspela vratiti po završetku Drugog svetskog rata.
U toku Drugog svetskog rata u vreme postojanja takozvane NDH od 1941. do 1945. godine živote je izgubilo 1.140 Sjeničaraca. Ustaše su ubile 637 civila, 344 su umrla od bolesti i gladi, a 159 su poginuli kao učesnici NOB-a. U ratu je stradalo više od četvrtina stanovnika. Prema popisu iz 1931. godine ukupno je u Sjeničaku živelo 4.286 stanovnika.
U Gornjem Sjeničaku je 7. novembra 1942. godine formirana 13. proleterska NOU brigada „Rade Končar“.

### Školstvo
Prva pismenost u Sjeničaku se stjecala u okviru parohijalne crkve Svete Petke koja je u selu postojala od 1715. godine. Prvi učitelji su, prema pisanim podacima iz 1781. godine, bili sveštenici i đakoni. Prva javna škola najverovatnije je postojala od 1834. godine i nalazila se u blizini crkve u Lasinjskom Sjeničaku. Nova škola otvorena je 1868. godine u Gornjem Sjeničaku u zaseoku Bijelići i u njoj se tada izučavao i nemački jezik. Ova škola je postojala do 1941. godine kada su je ustaše srušile i zapalile.
Dve škole postojala su i u periodu između dva svjetska rata. U to vrijeme izgrađena je 1929. godine nova školska zgrada u Lasinjskom Sjeničaku i 1938. godine u Gornjem Sjeničaku. U obe škole učilo je 300 dece. Od 1932. do 1936. godine u Gornjem Sjeničaku je učiteljovao poznati bosanski-hercegovački pisac Hasan Kikić. Srušene u Drugom svjetskom ratu poslije rata su izgrađene nove školske zgrade. U njima je u toku jedne školske godine učilo i do 500 djece.  Od 1995. godine, posle progona stanovništva u hrvatskoj vojnoj operaciji Oluja, u ovim školama se više ne odvija nastava.

### Pravoslavni hram Prepodobne mati Paraskeve
Srpskopravoslavna parohija i crkvena opština Sjeničak naseljena je oko 1680. godine, pod carem Leopoldom, i obuhvata sela Sjeničak, Moravci, Kovečavec, Prkos, Lasinja, Crna Draga, Muljci i Selnica. Na području sjeničarske parohije bile su 783 srpske kuće i i njima je živelo 6.285 Srba pravoslavne vjere. U Sjeničaku je 1715. godine, za vladavine austrijskog cara Karla III (1711-1740) i mitropolita Vićentija Popovića i gornjokarlovačkog episkopa Danila Ljubotine, od drveta sagrađena srpska pravoslavna crkva. Templo-ikonostas hrama slikao je Jakov Šašel 1873. godine. Drvena crkva srušena je 30. avgusta 1934. godine.
Pod vodstvom gornjokarlovačkog episkopadr. Maksimilijana Hajdina na mjestu stare drvene crkve organizovana je gradnja novog hrama. Po nacrtu arhitekte Mile Manojlovića i pod rukovodstvom sveštenika I i II parohije u Sjeničaku, jereja Save Dimovića i o. Stefana – Mane Božičkovića, i Upravnog odbora crkvene opštine u Sjeničaku Josifa Gvojića i Nikole P. Bižića od 26. avgusta 1934. do 3. januara 1935. godine radove je izveo ovlašteni graditelj inž. Nikola Marić iz Karlovca. Ustaše su 1941. godine hram opljačkale, zapalile parohijski dom i sveštenike protjerale. Ova zidana crkva i srušena je 1942. godine, a materijal je korišćen za izgradnju kućica u popaljenom selu. Ostali su samo temelji.
Skoro pet decenija kasnije u godinama kada su se ljudi vraćali crkvi i pravoslavnoj veri, 1989. godine na inicijativu Srba iz Kanade predvođenih Sjeničarcem Jovom Bijelićem uz blagoslov gornjokarlovačkog vladike Simeona počela je obnova Hrama Prepodobne mati Paraskeve. Na temeljima srušenog hrama sredstvima donatora među kojima su prednjačili upravo Sjeničarci iz Kanade pod rukovodstvom protojereja Čede Savičića počela je gradnja novog hrama koji je po izgledu i dimenzijama sličan starom hramu. Novi rat 1991. godine zaustavio je radove u kojima su uzidani zidovi. Dolazi još jedna tragedija, 1995. godine kada ostaje bez verujućeg naroda koji je prognan sa svojih ognjišta i doživeo najveće stradanje. Posle uspostave mira i povratka dela naroda u mesto, a naročito posle povratka sveštenstva pokrenuta je inicijativa da se nastavi sa započetim radovima na hramu. Blagoslovom Njegovog preosveštenstva vladike Gerasima formiran je 2010. godine Crkveno-građevinski odbor u čijem sastavu su ušli ugledni meštani iz Sjeničaka i rasejanja – Kanade, Srbije, Švajcarske, Australije i Sjedinjenih Američkih Država.

## Stanovništvo
Prema posljednjem popisu stanovništva 2011. godine Sjeničak je imao 383 stanovnika i 190 kuća. U prethodnom popisu 2001. sa susjednim selom Utinjom imao 536 stanovnika. Popisom iz 1991. godine u Gornjem, Donjem i Lasinjskom Sjeničaku živio je 1.641 stanovnik, a selo je imalo 739 domaćinstava. Prema nacionalnom sastavu većinu stanovnika čine Srbi.
Mnogi stanovnici srpske nacionalnosti proterani su tokom operacije Oluja 1995. godine.

## Znamenite ličnosti
- Sava Mrkalj (1783–1835), reformator srpskog pisma  i azbuke
- Gojko Nikoliš (1911–1995), lekar, pisac, Narodni heroj Jugoslavije
- Jovo M. Bižić (1927–2003), učitelj, pisac
- Miloš Kljajić (1916–1944), Narodni heroj Jugoslavije
- Mile Mrkalj (1929–1993), srpski istoričar
- Pero Mrkalj (1941–1999), novinar i mirovni aktivista

## Literatura
- Mrkalj, Mile (1980). SJENIČAK; KRONIKA KORDUNAŠKOG SELA. Karlovac: Historijski arhiv u Karlovcu.
- Stefano Petrungaro: Kamenje i puške. Društveni protest na hrvatskom selu krajem XIX. stoljeća, Srednja Europa, Zagreb 2011.
- Dr Dušan Korać: Prkos u plamenu, Zagreb 1989.
- www.mojkordun.com